# Louis Fagan
Louis Fagan ou Louis Alexander Fagan (1845 – 1903) est un historien de l'art et graveur italo-britannique.
Diplomate en Italie, au Venezuela, en Suède et en France, il abandonne ce métier pour travailler au Département des Estampes et Dessins du British Museum de 1869 à 1894. Ses ouvrages se spécialisent sur la gravure en Angleterre et la peinture italienne.
Il a lui-même produit des aquarelles, dessins et gravures appréciées.

## Biographie

### Famille et jeunesse
Louis Alexander Fagan naît à Naples, en Italie, le 7 février 1845. Il est le second fils d'une famille de trois fils et quatre filles de George Fagan et de son épouse Maria, fille de Louis Carbone, officier de l'armée italienne, et le petit fils de Robert Fagan (en), diplomate et artiste anglais d'origine irlandaise. Le frère aîné, Joseph George, major-général dans l'armée indienne, est mort en 1908 ; le cadet, Charles Edward, est secrétaire du Musée d'histoire naturelle de Londres. Son père, qui a rejoint le service diplomatique, a été pendant de nombreuses années à partir de 1837 attaché à la légation britannique à Naples, alors capitale du royaume des Deux-Siciles, et en sa qualité officielle, il a prêté assistance à Antonio Panizzi. Nommé secrétaire de la légation de la Confédération argentine en 1856, il règle de manière satisfaisante les revendications britanniques à Buenos Aires en 1858, puis devient successivement consul général en Amérique centrale en 1860, en Équateur (1861-1865), ministre, chargé d'affaires et consul général au Venezuela (1865-1869) ; il meurt de la fièvre jaune à Caracas en 1869,.

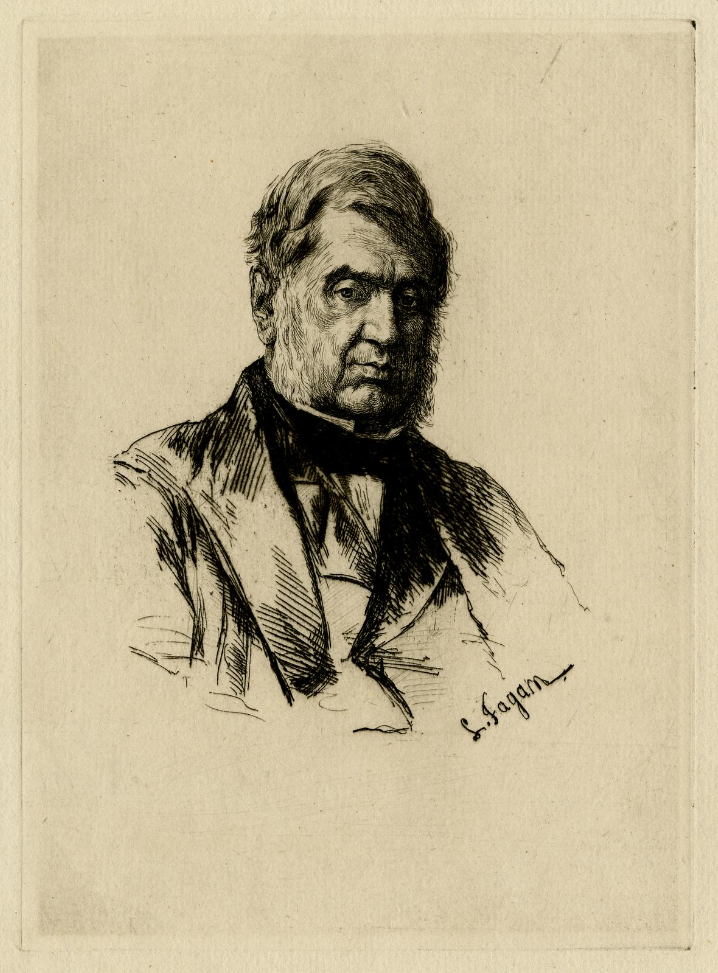
Portrait d'Antonio Panizzi gravé par Louis Fagan d'après George Frederic Watts (1880, British Museum).

L'enfance de Fagan se passe à Naples, où il apprend très tôt l'italien et s'intéresse à la vie, à la littérature et à l'art italiens (en). En 1860, il est envoyé comme messager de la reine dans une école privée à Leytonstone, alors dans l'Essex. En Angleterre, il est aimablement reçu par l'ami de son père, Panizzi. Alors qu'il était encore un garçon, à son retour à Naples, il apporte des lettres de Panizzi aux dirigeants révolutionnaires des Deux-Siciles et s'imprègne des fortes sympathies révolutionnaires.

### Carrière diplomatique
Accompagnant son père en Amérique, Fagan sert dans la légation britannique à Caracas (1866-1867). En 1868, il devient secrétaire de la commission pour le règlement des revendications britanniques au Venezuela, où son père, qui parle espagnol l'aide considérablement dans sa mission. Il revient d'Amérique du Sud en juin 1869, part en Suède, et, en septembre, il séjourne à Paris chez l'ami de Panizzi, Prosper Mérimée, qui le décrit comme « conservant malgré toutes les nationalités par où il a passé l'air de l'English boy, ».

### Carrière de conservateur
Le même mois, il obtient, sur recommandation de Panizzi, un poste d'assistant au Département des Estampes et des Dessins du British Museum. Il abandonne ses devoirs diplomatiques, et devient successivement l'assistant principal du conservateur George William Reid (d) et de Sidney Colvin.
Louis Fagan est un conférencier populaire sur l'art et voyage beaucoup. Il donne les conférences Lowell à Boston en 1891 et, au cours de longues tournées, examine personnellement de nombreuses collections d'art en Europe, en Amérique et en Australie. Il donne des conseils sur l'organisation des trésors d'art du Victoria Museum de Melbourne.
Membre populaire du Reform Club, Fagan publie en 1886 The Reform Club : its Founders and Architect,. Il épouse le 8 novembre 1887 Caroline Frances, fille de James Purves (en) de Melbourne, en Australie.
Un tempérament un peu hâtif — et sa préférence pour les intérêts italiens plutôt que britanniques, selon Michael Bryan — provoque des frictions avec ses collègues. Pourtant, pendant les vingt-cinq années de sa carrière au musée, il a contribué à accroître l'utilité de son département, tant pour les étudiants que pour le grand public, et Michael Bryan estime qu'il aurait mérité y être à la tête.

### Dernières années
Après avoir pris sa retraite du musée pour raisons de santé en 1894, Fagan vit principalement en Italie, où il fait construire une résidence à Florence. Il y meurt subitement le 5 janvier 1903.

## Œuvre

### Historien de l'art
Louis Fagan publie un « Manuel » pour le Département des Estampes et Dessins du British Museum (1876) et une série de volumes destinés aux collectionneurs et aux connaisseurs :
- The life and correspondence of Sir Anthony Panizzi (« Vie et correspondance de Sir Antonio Panizzi », 1881 en 2 vol.[b 3]) ;
- Collectors' Marks (« Marques de collection », 1883[b 4]) ;
- One Hundred Examples of Engravings by F. Bartolozzi, with Descriptions and Biographical Notice (« Cent exemples de gravures de Francesco Bartolozzi, avec descriptions et notice biographique », en 4 tomes, 1885) ;
- A Catalogue Raisonné of the Engraved Works of William Woollett (« Un catalogue raisonné de l'œuvre gravé de William Woollett », 1885[b 5]) ;
- Descriptive Catalogue of the Engraved Works of W. Faithorne (« Catalogue descriptif de l'œuvre gravé de William Faithorne », 1888[b 6])
- Mezzotint Engravings Relating to Ireland or to Irish Artists (« Gravures en manière noire relatives à l'Irlande ou aux artistes irlandais », 1888)
- History of Engraving in England (« Histoire de la gravure en Angleterre », en trois tomes folio, 1893).

Il a également donné des conférences à la lanterne sur le British Museum à travers le pays et a publié en 1891 An Easy Walk through the British Museum (« Une balade facile à travers le British Museum »).
Devenu bilingue en italien, Fagan écrit sur l'art (en) et la littérature italiens. Ses principaux ouvrages sur ces sujets sont :
- The Works of Correggio at Parma, with Biographical and Descriptive Notes (« Les œuvres du Corrège à Parme, avec notes biographiques et descriptives », folio, 1873) ;
- Catalogo dei disegni, sculture, quadri e manoscritti di Michelangelo Buonarroti esistenti in Inghilterra (« Catalogue des dessins, sculptures, peintures et manuscrits existants de Michel-Ange en Angleterre », inclus dans le volume II de Vita di M. Buonarroti — « Vie de M. Buonarrotti » — d'Aurelio Gotti (it), 1875) ;
- The Art of Michel' Angelo Buonarroti as illustrated by Various Collections in the British Museum (« L'art de Michel-Ange tel qu'illustré par les différentes collections du British Museum », 1883[b 8])
- Raffaello Sanzio : his Sonnet in the British Museum (« Raphaël : son Sonnet au British Museum », 1884[b 9])[1].

En 1882, il écrit aussi The Masters of Raffaello (« Les maîtres de Raphaël »), constitués de textes de Marco Minghetti qu'il a traduits,,.
Fagan conserve des relations très étroites avec Panizzi, et celui-ci le nomme son exécuteur littéraire à sa mort en 1879. En 1880, Fagan publie la biographie de Panizzi (2 volumes), qui fait l'objet de deux éditions et reçoit l'éloge de William Ewart Gladstone. La même année, Fagan édite et publie à Florence les Lettere ad Antonio Panizzi di uomini illustri e di Amici Italiani 1823-70, et en 1881, il publie les Lettres à M. Panizzi, 1850-1870 de Prosper Mérimée, dont les traductions anglaise et italienne paraissent la même année,.
Enfin, Louis Alexander Fagan a écrit de nombreuses notices biographiques pour le Dictionary of National Biography.

### Artiste
Fagan est également un artiste pratique, « peignant bien à l'aquarelle, dessinant avec raffinement et gravant avec beaucoup de délicatesse ». Michael Bryan l'inclut dans son Dictionary of painters and engravers (1903), estimant que son « excellent travail artistique » mérite autant que ses œuvres publiées sur le sujet.
Il a exposé à la Royal Academy une série de gravures en 1872 représentant des vues et des costumes de Naples ; une gravure du portrait d'Antonio Panizzi d'après George Frederic Watts en 1878, et deux gravures de sujets italiens en 1881. Certaines d'entre elles ont été publiées en volume dans Twelve Etchings (1873 fol.). En novembre 1879, il a présenté au British Museum une collection de ses gravures à l'eau-forte dans différents états réalisées entre 1871 et 1877 et rassemblées sous le nom de Souvenir of Southern Italy ; elles représentent principalement des scènes et des paysans italiens.

Gravures de Louis Fagan
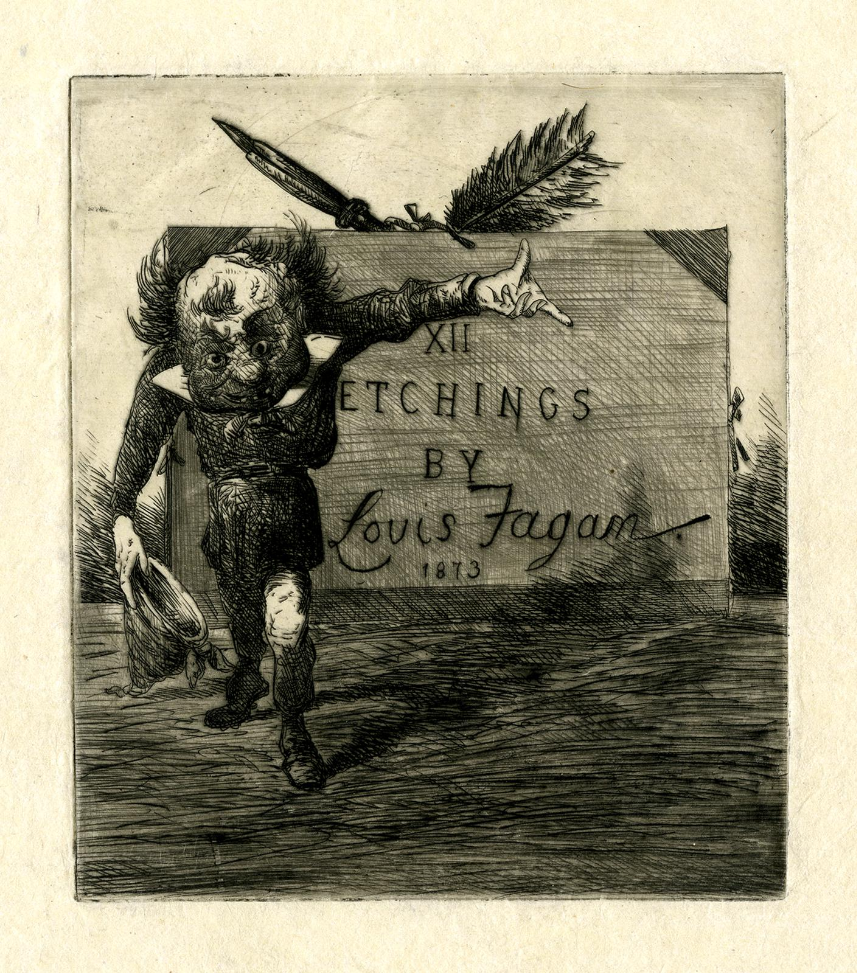
Frontispice de sa série Souvenir of Southern Italy (eau-forte et pointe sèche, 1873, British Museum).
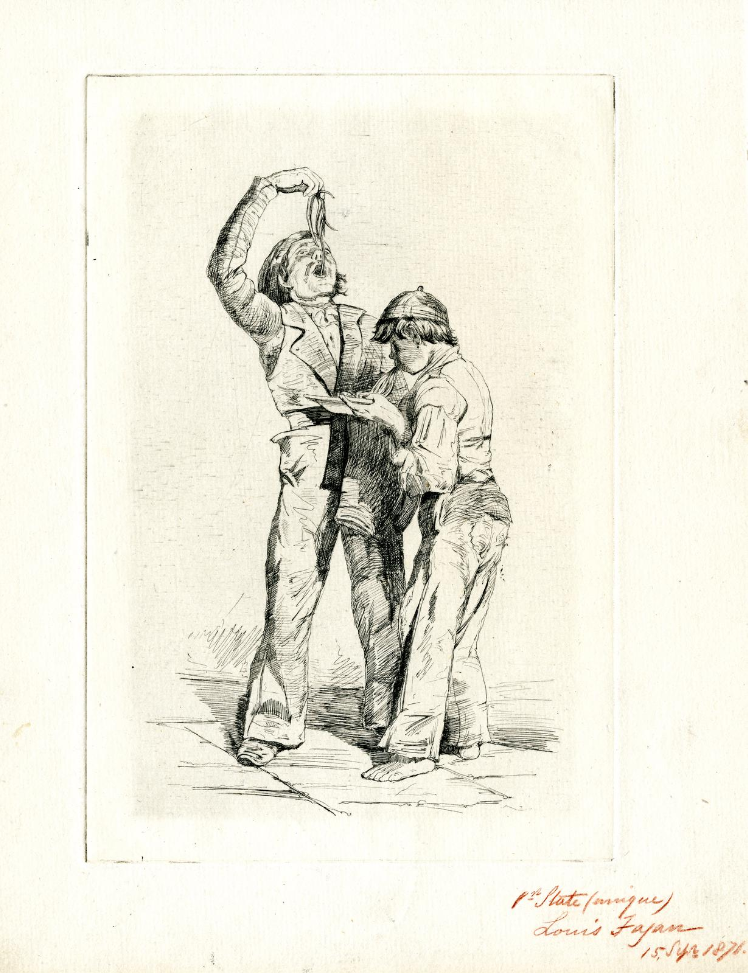
Maccaroni Eaters, de sa série Souvenir of Southern Italy (eau-forte, 1871, British Museum).
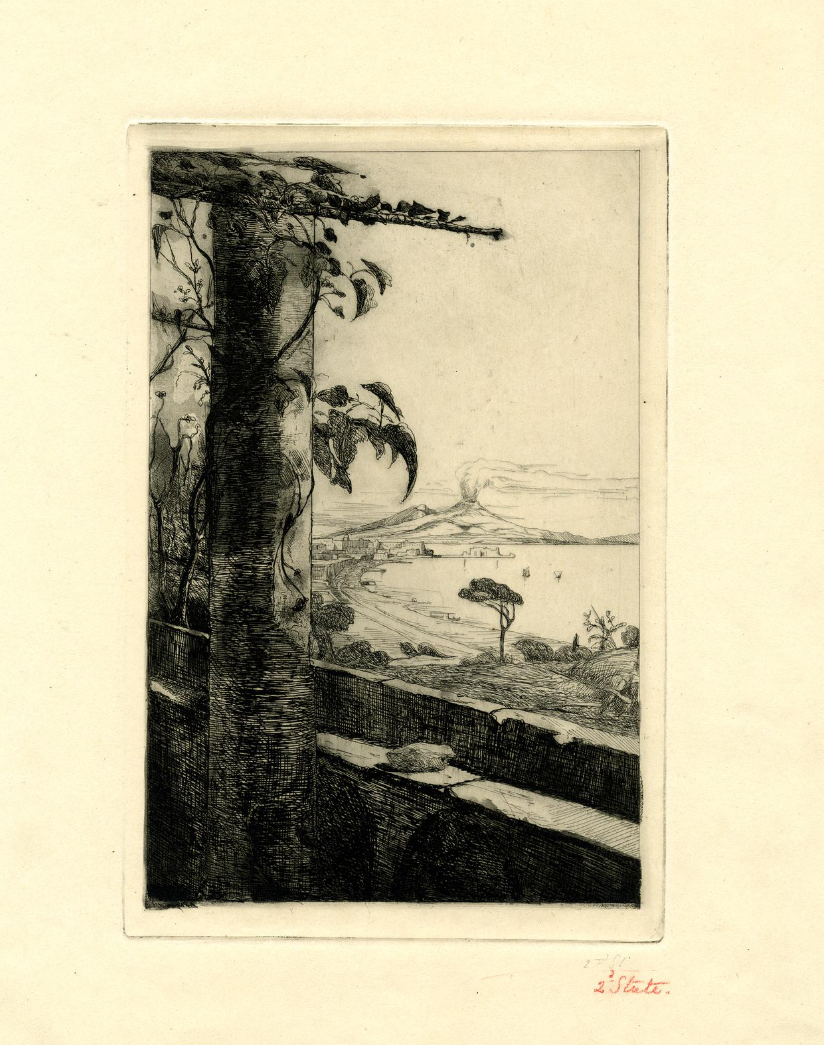
Landscape, viewed from a terrace on a hillside, de sa série Souvenir of Southern Italy (eau-forte et aquatinte, 1872, British Museum).
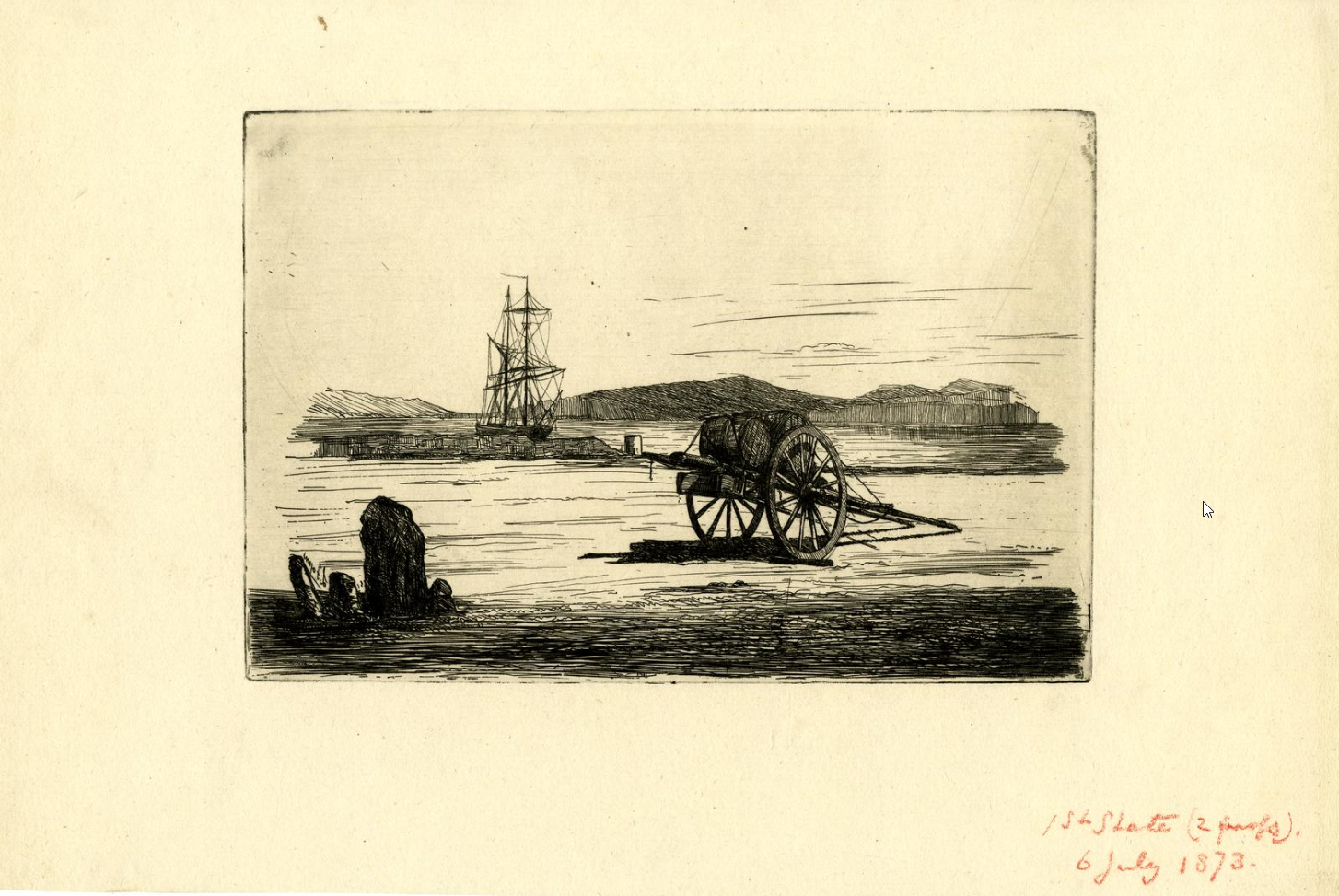
View at Baia, de sa série Souvenir of Southern Italy (eau-forte, 1872, British Museum).
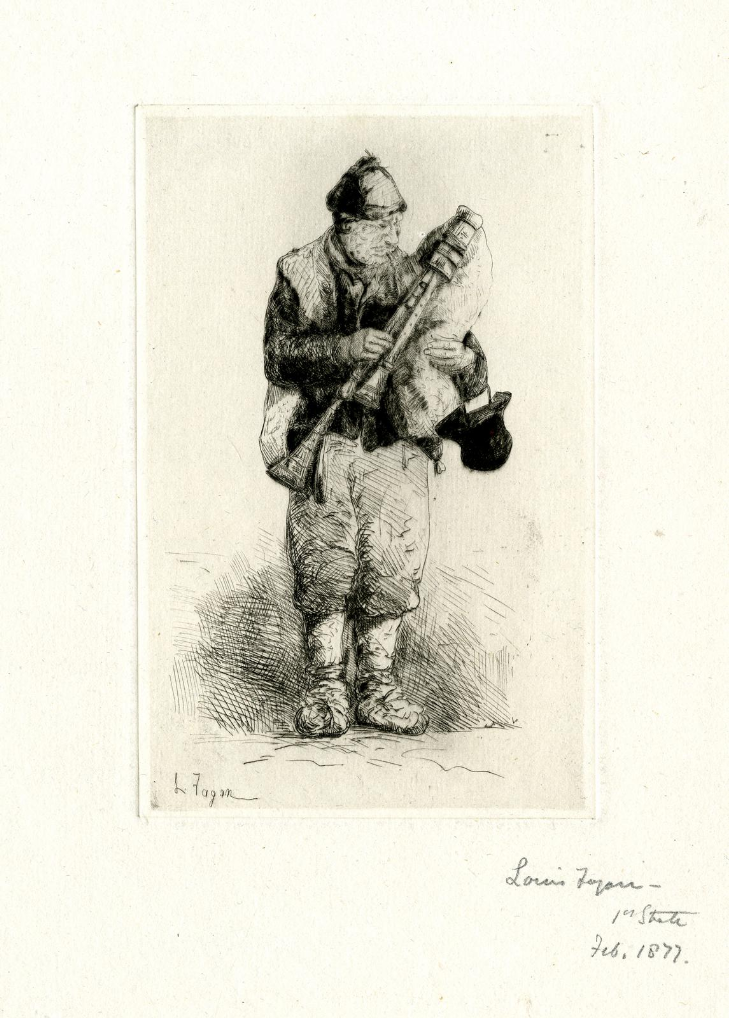
Old Italian Man, de sa série Souvenir of Southern Italy (eau-forte et pointe sèche, 1877, British Museum).